# Segle XXXIX aC
El segle XXXIX aC és un període que comprèn els anys entre el 3900 aC i el 3801 aC i que correspon a la prehistòria. No apareixen grans novetats respecte a èpoques anteriors

## Política
Els centres més avançats del món continuen estant a Orient Mitjà, Egipte i la Xina, si bé comencen a proliferar nuclis extensos en altres indrets. Aquests poblats de cultura neolítica conviuen amb altres tribus encara nòmades en zones on hi ha abundància de menjar. Es construeix la ciutat de Susa, que aviat esdevindrà una potència a la seva zona.

## Economia i societat
El contacte entre pobles creix, i augmenta per tant el comerç amb els excedents agrícoles, basat en l'intercanvi. Destaca la construcció de la britànica Post Track, una carretera de les més antigues encara conservades i que prova que el nord del continent començava a adquirir els avenços del Mediterrani.

## Invents i descobriments
Es generalitza l'ús de l'arada, amb variants locals que permeten una millora en l'agricultura. Es comença a experimentar amb noves tècniques per aprofitar el coure a Mesopotàmia, tant per fabricar puntes com ornaments.

## Art, cultura i pensament
La religió de l'època alterna el culte a una deessa mare, símbol de la vida, que conviu amb animals totemitzats que auguren bones caceres o collites i protecció per als poblats. Es pensa que aquests animals habiten al cel i adquireixen progressivament trets espirituals i màgics.